# Tetsuya Ōta
Tetsuya Ōta (jap. 太田哲也 Ōta Tetsuya; ur. 6 listopada 1959 roku) – japoński kierowca wyścigowy.

## Kariera
Ōta rozpoczął karierę w międzynarodowych wyścigach samochodowych w 1986 roku od startów w Japońskiej Formule 3, gdzie dwukrotnie stawał na podium. Z dorobkiem 32 punktów uplasował się na dziewiątej pozycji w klasyfikacji generalnej. W późniejszych latach pojawiał się także w stawce World Sports-Prototype Championship, All Japan Sports Prototype Car Endurance Championship, Japanese Touring Car Championship, 24-godzinnego wyścigu Le Mans, All-Japan GT Championship, Global GT Championship oraz Super GT.